# KCAL-TV
KCAL-TV é uma emissora de televisão estadunidense com sede em Los Angeles, Califórnia. Opera no canal 9 VHF digital. Pertence a CBS Television Stations, subsidiária da ViacomCBS, que também é proprietária da emissora irmã KCBS-TV (canal 2). As duas emissoras compartilham estúdios no CBS Studio Center, na Radford Avenue, no distrito de Studio City, em Los Angeles. O transmissor da KCAL-TV está localizado no topo do Monte Wilson.

## História

### KFI-TV (1948-1951)

#### Propriedade de Earle C. Anthony (1948-1951)
A emissora entrou no ar pela primeira vez como KFI-TV em 25 de agosto de 1948, fundada por Earle C. Anthony, também proprietário da rádio KFI (640 AM). No entanto, a emissora foi originalmente licenciada como uma emissora experimental com o prefixo W6XEA por volta de 1940. A emissora inicialmente transmitia uma programação limitada de seis horas semanais, e começou formalmente a operar em 6 de outubro de 1948, com 3 horas e meia de programação independente.

### KHJ-TV (1951-1989)

#### Propriedade da General Tire/RKO General (1951-1988)
Os engenheiros da emissora ameaçaram entrar em greve em 1951, levando Anthony a vender a emissora para a General Tire and Rubber Company em agosto do mesmo ano. Alguns meses antes, a General Tire comprou a Don Lee Broadcasting System, uma rede de rádio regional da Costa Oeste. A emissora de rádio principal da Don Lee era a rádio KHJ (930 AM), e a General Tire mudou o prefixo da KFI-TV para KHJ-TV em setembro de 1951. Em 1954, a emissora passou a ser afiliada da DuMont, continuando afiliada até o fim da rede, em 1956.
Em 1955, a General Tire comprou a RKO Radio Pictures, dando ao grupo de emissoras de televisão da empresa acesso à biblioteca de filmes da RKO e, em 1959, as divisões de transmissão e cinema da General Tire foram renomeadas como RKO General.
Em meados da década de 60, a emissora tinha uma programação independente composta por filmes, reprises, programas infantis como The Pancake Man, apresentado por Hal Smith, programas sindicados e produziu programas locais, incluindo telejornais, eventos esportivos e programas comunitários e de variedades. No final da década de 60, a KHJ-TV criou um programa inovador para a época, chamado Tempo, que se inspirou fortemente em formatos de programas locais de rádio. A programação diurna era dividida em três blocos de três horas de duração, denominados Tempo I, Tempo II e Tempo III. O Tempo II tinha inicialmente como âncoras Stan Bohrman e Maria Cole (esposa de Nat King Cole). Os convidados eram líderes políticos do sul da Califórnia.
No início dos anos 70, a KHJ-TV buscou uma estratégia de programação semelhante à da concorrente KTLA (canal 5), que se concentrava mais em talk shows, game shows, esportes, longas-metragens e séries dramáticas. Os desenhos animados foram retirados da programação (alguns deles mudaram para a KTTV e a KCOP-TV), e a emissora passou a exibir menos sitcoms, continuando a ter um programa infantil durante a semana chamado The Froozles, exibido até o final dos anos 70. Também produziu muitos programas de meia hora, como um talk show local chamado Mid-Morning L.A.. Os primeiros apresentadores foram Kathy McKee e Sandy Baron. Ambos foram contratados pelo então gerente da emissora, Lional Schaen. Bob Hilton, Meredith MacRae, Geoff Edwards e Regis Philbin também apresentaram programas na emissora durante a década de 80. Edwards e MacRae ganharam o Emmy Awards por suas funções de apresentador durante o início dos anos 80. Outros programas comunitários produzidos localmente são o programa investigativo Camera 9 e The Changing Family, um programa sobre família e questões sociais durante os anos 80. Apesar disso, a KHJ-TV não tinha boa competição com a KTLA, a principal emissora independente, mesmo tendo formato de programação semelhante.
Durante muito tempo, houve preocupações sobre sérias implicações no futuro da emissora e de sua empresa proprietária. Em 1965, a RKO General enfrentou uma ameaça à sua licença da KHJ-TV por parte de um grupo chamado Fidelity Television. No início, a afirmação da Fidelity se concentrou na qualidade da programação da emissora. Mais tarde, a Fidelity fez uma reclamação mais séria de que a KHJ-TV estava envolvida em práticas comerciais recíprocas. A Fidelity alegou que a empresa-mãe da RKO, a General Tire, forçou seus varejistas a comprar publicidade na KHJ-TV e em outras emissoras próprias da RKO como condição para seus contratos com a General Tire. Um juiz de direito administrativo decidiu a favor da Fidelity, mas a RKO tentou reverter a decisão. Em 1972, a FCC permitiu que a RKO mantivesse a licença da KHJ-TV, mas dois anos depois condicionou futuras renovações à renovação da emissora irmã WNAC-TV, em Boston. 
Seis anos depois, a FCC cassou a licença da WNAC-TV por várias razões, mas principalmente porque a RKO havia enganado a comissão sobre a má conduta corporativa na General Tire. A decisão foi confirmada depois que a Suprema Corte recusou um recurso em abril de 1982. A FCC concedeu uma licença de substituição para o canal 7 em Boston para a New England Television, uma fusão de dois grupos concorrentes. A RKO General vendeu os ativos não licenciados da WNAC-TV para a New England Television, que os utilizou para lançar a WNEV-TV (hoje WHDH-TV) no lugar da antiga emissora em 21 de maio. A cassação da licença da WNAC-TV também significaria que a KHJ-TV e a emissora irmã WOR-TV (hoje WWOR-TV) da cidade de Nova York perderiam suas licenças, mas um tribunal de apelações decidiu que a FCC errou ao vincular a renovação da KHJ-TV à da WNAC-TV e ordenou novas audiências para a emissora e a WOR-TV. 
As audiências se arrastaram por cinco anos, e como resultado disso, a emissora foi obrigada a transmitir uma quantidade incomum de programação comunitária. Além disso, as reservas de caixa da emissora eram drenadas pelas batalhas jurídicas da RKO, o que levou a falta de investimentos e a diminuição da audiência.
Em 11 de agosto de 1987, o juiz de direito administrativo da FCC, Edward Kuhlmann, considerou a RKO General inadequada para ser um licenciado de radiodifusão devido a inúmeros casos de desonestidade de sua parte e da empresa-mãe GenCorp (renomeada General Tire), incluindo faturamento fraudulento e mentiras sobre sua audiência. Kuhlman ordenou que todas as licenças de radiodifusão da RKO General fossem revogadas. Esta decisão excluiu a WOR-TV, que já havia sido vendida à MCA Inc. nove meses antes. A GenCorp inicialmente entrou com um recurso, mesmo após a FCC informar que qualquer recurso seria certamente negado de imediato. A FCC aconselhou a GenCorp a vender suas propriedades restantes, a fim de evitar prejuízos.

#### Propriedade da The Walt Disney Company (1988-1996)
Em meio aos problemas corporativos da RKO, a empresa chegou a ter um acordo para vender a KHJ-TV para a Westinghouse Broadcasting em novembro de 1985. Mas as prolongadas questões legais atrasaram a ação da FCC sobre a transferência e a Westinghouse acabou retirando sua oferta. Pouco tempo depois, a RKO General concordou em vender a emissora para a The Walt Disney Company. No entanto, essa transferência também foi suspensa por mais de um ano pelas mesmas razões. A Fidelity Television, empresa que contestou a licença em 1965, também argumentou contra a venda. Em julho de 1988, a FCC permitiu a transferência em um complicado acordo. A RKO desistiu de sua oferta para renovar a licença da emissora, passando-a para a Fidelity Television. A Disney então compraria a licença para o canal 9 da Fidelity e a propriedade intelectual e ativos físicos da KHJ-TV da RKO. O preço final de compra foi de US$ 324 milhões. Como resultado da venda, toda a equipe administrativa da KHJ-TV, incluindo Charles Velona, gerente geral de longa data da emissora, foi demitida. Nos meses seguintes, vários locutores da emissora também foram demitidos. Durante a transição RKO/Fidelity/Disney, a cidade licenciada da KHJ-TV foi mudada para o subúrbio de Los Angeles, Norwalk, também como parte do acordo da FCC. Entretanto, a emissora continuou sendo uma emissora focada em Los Angeles, a licença foi transferida de volta para Los Angeles em 28 de outubro de 1991. 

### KCAL-TV (1989-atual)
Em 2 de dezembro de 1989, a Disney mudou o prefixo da emissora para KCAL-TV, e rebatizou a emissora como "California 9". A KCAL-TV estreou muitos programas infantis, incluindo desenhos da biblioteca de animação de Walt Disney (como as séries DuckTales e Chip 'n Dale Rescue Rangers, e mais tarde o bloco The Disney Afternoon). A emissora também passou a exibir mais seriados familiares e programas sindicados e, em seguida, transmitiu a popular série de anime Sailor Moon, que durou até 1997. No início de 1990, os seriados familiares foram deixando de ser exibidos gradualmente e a emissora passou a exibir mais reality shows e court shows, além de revistas eletrônicas.
Em 30 de março de 1992, a Disney concordou em vender a licença da KCAL-TV para a Pinelands, Inc., então empresa controladora da antiga emissora irmã de Nova York, WWOR-TV. A Disney teria recebido uma participação acionária de 45% na Pinelands, permitindo que a programação original fosse compartilhada entre as duas emissoras. A fusão planejada nunca se materializou. Em 1995, a emissora adotou sua marca atual, "KCAL 9".

#### Propriedade da Young Broadcasting (1996-2002)
Em 1996, a The Walt Disney Company comprou a Capital Cities/ABC, proprietária da KABC-TV (canal 7). Devido aos regulamentos da FCC na época que proibiam a propriedade de duas emissoras de televisão no mesmo mercado de mídia, a Disney se manteve com a KABC-TV e optou por vender a KCAL-TV, que foi comprada pela Young Broadcasting (da qual a Disney possuía uma participação na época) em 14 de maio de 1996, por US$ 385 milhões. O bloco do programa infantil da tarde permaneceu até 1999, quando a KCOP-TV passou a exibir um bloco de séries de animação que a UPN contratou a Disney para produzir. Em 2000, os programas infantis que iam ao ar durante as horas da manhã também deixaram de ser exibidos sob a propriedade da Young Broadcasting.

#### Propriedade da CBS (2002-atual)
Como resultado de uma enorme dívida que a empresa acumulou com a compra de sua emissora de São Francisco em 2000, a KRON-TV, a Young Broadcasting colocou a KCAL-TV à venda em 2002. A emissora foi comprada pela CBS, então uma subsidiária da Viacom, em 14 de fevereiro de 2002. O negócio foi finalizado em 1 de junho de 2002. As operações da KCAL-TV foram fundidas com as da KCBS-TV, e a emissora mudou de sua antiga sede nos Paramount Studios, na Melrose Avenue em Hollywood, para a CBS Columbia Square.
Em 21 de abril de 2007, a KCBS-TV e a KCAL-TV mudaram-se da CBS Columbia Square, em Hollywood, para uma sede com equipamentos mais modernos no CBS Studio Center, em Studio City. Com a mudança, a KTLA se tornou a única emissora de radiodifusão em Los Angeles a ser sediada em Hollywood.

## Sinal digital
| PSIP | Canal digital | Resolução de vídeo | Programação                      |
| ---- | ------------- | ------------------ | -------------------------------- |
| 9.1  | 9 VHF         | 1080i              | Programação principal da KCAL-TV |
| 9.2  | 9 VHF         | 480i               | Stadium                          |
| 9.3  | 9 VHF         | 480i               | Circle                           |
| 9.4  | 9 VHF         | 480i               | HSN                              |
| 9.5  | 9 VHF         | 480i               | QVC                              |

### Transição para o sinal digital
Com base no decreto federal de transição das emissoras de TV estadunidenses do sinal analógico para o digital, a KCAL-TV descontinuou sua programação regular no sinal analógico pelo canal 2 VHF às 13h10 em 12 de junho de 2009. Logo após a transição, a emissora deixou de operar no canal 43 UHF digital e passou a operar no canal 9 VHF digital. O canal 43 UHF passou a ser usado pela emissora irmã KCBS-TV, pois o canal 60 UHF, que estava entre os canais UHF de banda alta (de 52 a 69) e era usado pela mesma, foi removido do uso para transmissão após a transição.

## Programas
Além de exibir séries, programas sindicados, pagos, e alguns programas da CBS, a KCAL-TV produz e exibe os seguintes programas locais:
- KCAL 9 News at 7AM: Telejornal, com Serene Branson;
- KCAL 9 News at 8AM: Telejornal, com Amy Johnson;
- KCAL 9 News at 4PM: Telejornal, com Juan Fernandez e Suzie Suh;
- KCAL 9 News at 8PM: Telejornal, com Jeff Vaugh e Suzie Suh;
- KCAL 9 News at 9PM: Telejornal, com Pat Harvey;
- KCAL 9 News at 10PM: Telejornal, com Jeff Vaugh e Suzie Suh;
- KCAL 9 News at Noon: Telejornal, com Jasmine Viel;
- Sports Central: Jornalístico esportivo, com Jaime Maggio;

Diversos outros programas compuseram a grade da emissora, e foram descontinuados:
- California Report
- Camera 9
- Final Quarter
- First 9 News
- KCAL 9 Sports News
- Mid-Morning L.A.
- Prime 9 News
- Sports Central
- The Changing Family
- The Froozles

### Programação esportiva
A KCAL-TV anteriormente detinha os direitos de transmissão do time de beisebol Los Angeles Dodgers, realizando uma série de jogos de 2006 a 2013, transmitindo pelo menos 50 jogos por ano. Em 2014, a emissora perdeu os direitos das transmissões do Dodger para a rede esportiva regional exclusiva a cabo SportsNet LA, que é de co-propriedade da equipe e da Charter Communications.
A KCAL-TV é mais conhecida como a emissora oficial do Los Angeles Lakers, da NBA. A emissora transmitiu os jogos do Lakers de 1961 a 1964, e novamente de 1977 a 2012, exibindo competições nas ruas apenas durante esse período. Em 2012, a emissora perdeu os direitos das transmissões do Lakers para a rede esportiva regional exclusiva por cabo Spectrum SportsNet e Spectrum Deportes.
De 1961 a 1963, a KHJ-TV foi a primeira emissora oficial dos Los Angeles Angels. As transmissões do time de beisebol foram transferidas para a KTLA em 1964, quando o então proprietário dos Angels, Gene Autry, comprou a emissora. Os direitos televisivos dos jogos dos Angels voltaram à KCAL-TV em 1996, e a emissora passou a realizar mais coberturas de basquete naquele mesmo ano com o Los Angeles Clippers, em além de suas transmissões dos Lakers. A emissora e os Clippers se separaram em 2001, quando o time mudou suas transmissões na TV aberta para a KTLA, enquanto os Angels deixaram a KCAL-TV após a temporada de 2005, mudando-se para a KCOP-TV no ano seguinte. Além disso, a emissora havia transmitido jogos selecionados dos Mighty Ducks of Anaheim de fim de semana da temporada inaugural da equipe da NHL em 1993 (a equipe e a KCAL-TV eram propriedades da Disney até 1996) até 2006, quando os Ducks transferiram suas transmissões pelo ar para a emissora independente KDOC-TV baseada em Anaheim.
A KCAL-TV foi a casa dos Los Angeles Kings da NHL no início dos anos 80 e novamente durante a metade dos anos 90. A emissora também transmitiu jogos selecionados do Los Angeles Galaxy Major League Soccer até 2005, quando os jogos passaram a ser exclusivos da Fox Sports West. Em 1997, a KCAL-TV estreou o  jornalístico esportivo Final Quarter, o programa foi uma expansão da típica reportagem esportiva de cinco minutos vista no final de um noticiário. Vários anos depois, o programa foi renomeado para KCAL 9 Sports News e com a compra pela CBS e a formação do duopólio entre a KCAL-TV e KCBS-TV, foi renomeado para Sports Central. o programa desde então se expandiu para uma transmissão de meia hora nas noites de sexta a domingo.
A emissora transmitiu a cobertura da pré-temporada dos Chargers da NFL de 2005 a 2016, e exibiu jogos do rival dos Chargers na divisão AFC West, os Raiders, em 2006. A KCAL-TV também transmitiu dois jogos do NFL on CBS durante a temporada regular de 2017.

### Jornalismo
A KCAL-TV atualmente transmite um total de 32 horas e 45 minutos de jornalismo produzidos localmente por semana (sendo 4 horas e 45 minutos cada dia da semana e 4 horas e meia cada aos sábados e domingos). 
Na década de 70, a emissora exibia um telejornal em horário nobre às 22h, que foi transferido para 21h durante a década de 80. Em 5 de março de 1990, a Disney implementou o conceito de bloco de notícias em horário nobre, com o Prime 9 News, de três horas, das 20h às 23h, com a apresentação de Jerry Dunphy, Pat Harvey, Larry Carroll e Jane Velez-Mitchell. Alguns anos depois, no início dos anos 90, a KCAL-TV estreou um telejornal de meia hora de duração às 18h30 chamado First 9 News, que se concentrava principalmente em notícias locais e competia contra os telejornais de rede nacional transmitidos nas concorrentes.
Em 1° de abril de 2008, a CBS Television Stations realizou cortes de orçamento generalizados e demissões em suas emissoras. Como resultado dos cortes no orçamento, cerca de 10 a 15 funcionários foram dispensados da KCAL-TV e da KCBS-TV, incluindo os repórteres Jennifer Sabih, Greg Phillips e Jennifer Davis. Os âncoras do telejornal das 16h, Ann Martin e Harold Greene, também estavam na lista de demitidos, mas decidiram se aposentar após o término de seus contratos em junho de 2009. Em 23 de abril de 2009, o ex-âncora da KTTV, Rick Garcia, foi contratado pela emissora, e passou a ancorar junto a Pat Harvey os telejornais das 20h e 22h.

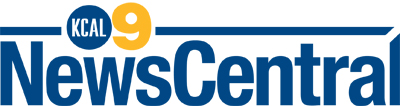
Logotipo do KCAL 9 NewsCenter

Em 19 de setembro de 2009, as 2 emissoras mudaram os títulos dos telejornais para NewsCentral. Os telejornais foram reformulados para cobrir mais notícias comunitárias, incluindo reportagens sobre comunidades distantes. Manchetes de notícias locais do Los Angeles Newspaper Group e de outros jornais do MediaNews Group eram destacadas nos telejornais. Canoplas de microfone e veículos de reportagem foram plotados com logotipos de ambas as emissoras nos 2 lados. A CBS negou que a mudança tenha sido feita em resposta a outras emissoras que agruparam recursos de coleta de notícias.
Em 10 de dezembro de 2009, a CBS Television Stations contratou Steve Mauldin para substituir Patrick McClenahan como presidente e gerente geral das 2 emissoras. Naquela semana, o duopólio deixou de usar o título NewsCentral, restaurando os títulos CBS 2 News e KCAL 9 News. Os gráficos, canoplas de microfone e logotipos do NewsCentral foram mantidos nesse ínterim, embora os apresentadores não citassem mais o título.
Em 14 de janeiro de 2012, a KCAL-TV estreou telejornais matinais de duas horas de duração nos finais de semana, transmitidos às 7h aos sábados e domingos.
Em 10 de dezembro de 2014, a emissora anunciou que deixaria de exibir seus telejornais das 14h e das 15h antes do final do ano para serem substituídos pelos programas Judge Mathis e The People's Court.

## Equipe

### Membros atuais[46]

#### Apresentadores
- Amy Johnson
- Jaime Maggio
- Jeff Vaughn
- Juan Fernandez
- Pat Harvey
- Serene Branson
- Suzie Suh

#### Meteorologistas
- Alex Biston
- Amber Lee
- Evelyn Taft
- Markina Brown

#### Repórteres
- Chris Holmstrom
- David Goldstein
- Hermela Aregawi
- Jeff Nguyen
- Kandiss Crone
- Kara Finnstrom
- Kristine Lazar
- Lesley Marin
- Michele Gile
- Nicole Comstock
- Rachel Kim
- Sara Donchey
- Stacey Butler
- Tina Patel
- Tom Wait

### Membros antigos
- Ann Martin
- Andrew Amador
- Bill Ritter (hoje na WABC-TV)
- Byron Miranda (hoje na WPIX)
- Carter Evans (hoje correspondente da CBS News em Los Angeles)
- Charles Perez
- Cindy Vandor
- Dave Malkoff (hoje no The Weather Channel)
- David Sheehan
- Don Steele †
- George Putnam†
- Hal Fishman †
- Hank Plante
- Harold Greene
- Jane Velez-Mitchell
- Jerry Dunphy †
- Jim Hill (hoje na KCBS-TV)
- Kent Shocknek
- Kristine Leahy
- Larry Carroll
- Leyna Nguyen
- Lisa Joyner
- Mark Steines
- Mike Emanuel
- Pat Harvey (hoje na KCBS-TV)
- Regis Philbin †
- Rich Fields
- Sharon Ito
- Tawny Little
- Tracie Savage